# Terrari

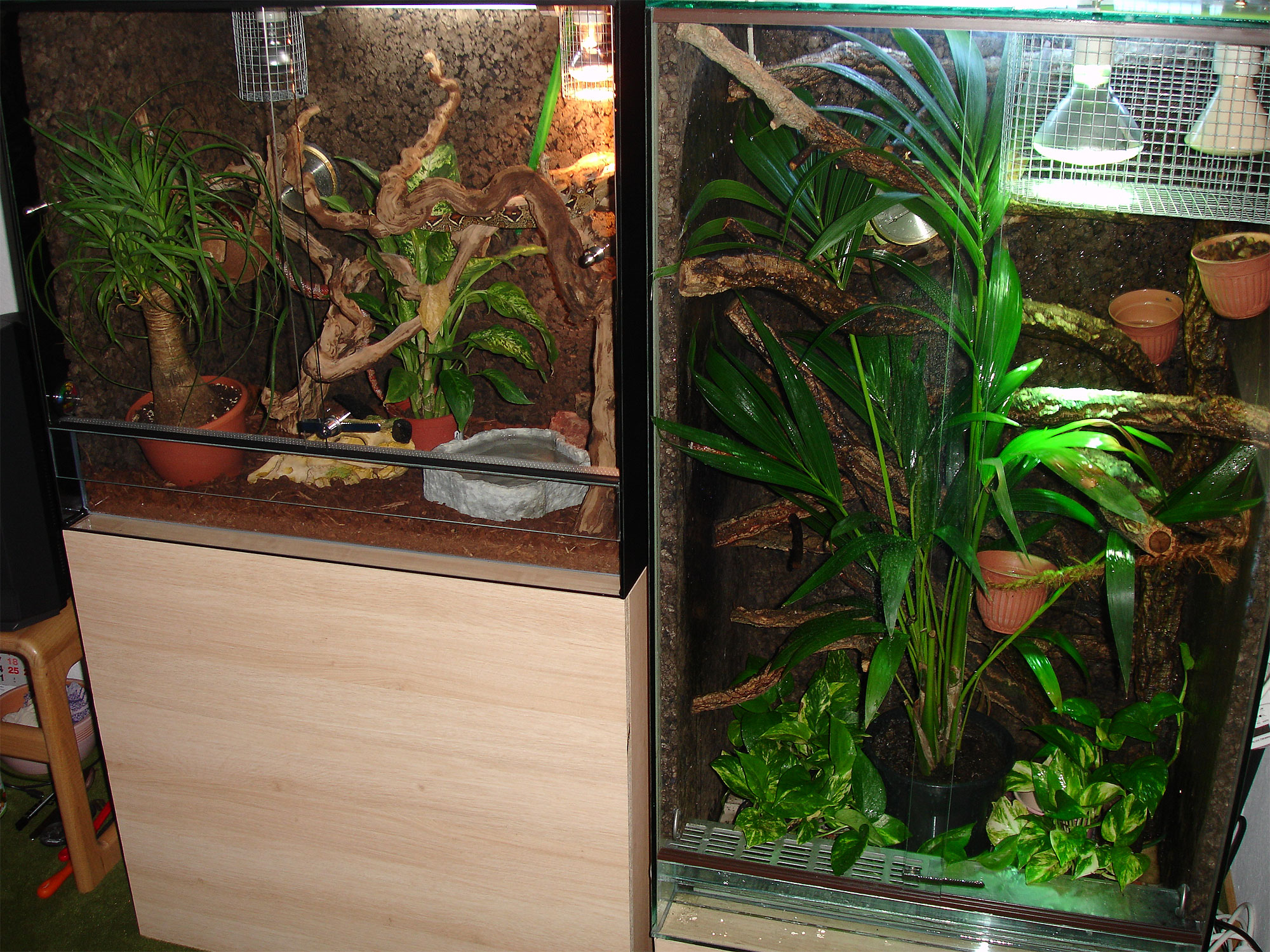
Terraris amb plantes

Un terrari és una instal·lació adequada per a mantenir-hi vius i en les millors condicions certs animals com rèptils, amfibis o artròpodes.
De la mateixa manera que els aquaris, solen ésser de vidre i contenir elements calefactors.